# Juan José Gallo
Juan José Gallo Chinchilla, detto Juanjo (Iquique, 18 ottobre 1924 – 10 giugno 2003), è stato un cestista cileno.

## Carriera
Con il Cile ha vinto la medaglia di bronzo ai Mondiali 1950. Ha inoltre disputato due edizioni dei Giochi olimpici: nel 1948 (6º posto) e nel 1952 (5º posto). Nel 1951 ha disputato i Giochi panamericani.